# El amor menos pensado
El amor menos pensado es una película argentina de comedia romántica, protagonizada por Ricardo Darín y Mercedes Morán, coescrita y dirigida por Juan Vera y producida por Patagonik Film Group, estrenado el 2 de agosto de 2018.

## Sinopsis
Marcos (Ricardo Darín) y Ana (Mercedes Morán) son un matrimonio que lleva 25 años. Sin embargo, el día en que su hijo se va a estudiar a España, se hallan frente al vacío que se venía abriendo casi imperceptible entre ambos y en una charla más o menos espontánea se dan cuenta de que ya no tienen nada que los sostenga como pareja. No es que se peleen o se lleven mal; la pasión habría comenzado a extinguirse y al no saber cómo reaccionar, deciden separarse. A partir de ese momento, comienzan a vivir su soltería a partir de un devenir de desaventuras amorosas a través de redes digitales.

## Reparto
- Ricardo Darín como Marcos.
- Mercedes Morán como Ana.
- Claudia Fontán como Lili.
- Luis Rubio como Edi.
- Andrea Pietra como Celia.
- Jean Pierre Noher como Eloy.
- Norman Briski como Rafael.
- Juan Minujín como Anselmo.
- Gabriel Corrado como Fabián.
- Andrea Politti como Betaldi.
- Claudia Lapacó como Cora.
- Chico Novarro como Ioshi.
- Andrés Gil como Luciano.
- Mariu Fernández como Milagros.
- Irene Tsou como Lao Phen.
- Alejandro Maci como Gonzalo.
- Marcelo Xicarts como Aldo.
- Paula Sartor como Natacha.
- Victoria Ámbar Góngora como Leia.
- Roberta Maegli como Anabella.

## Producción

### Ventas
La cinta se presentó en el Festival de Cannes en el marco del Marché du Film destinado a negociaciones de producción y venta de derechos internacionales para la distribución, donde la cinta logró gracias a la compañía de ventas FilmSharks numerosas ventas en países de América, Europa y Asia.

## Recepción

### Crítica
Según Todas Las Críticas, sitio que recopila reseñas especializadas, la película obtuvo una calificación de 72/100 cuyo promedio se deriva de 36 críticas, de las cuales el 92% fueron positivas.

### Comercial
La película arrancó en el primer puesto entre las más vistas de la cartelera argentina con un estimado en su primer fin de semana de 214.000 espectadores, destronó a Hotel Transylvania 3 que había permanecido en el podio tres semanas en cartelera y consiguió el primer n°1 del cine nacional en el año. En su segundo fin de semana, cortó 143.000 entradas, una baja de sólo 33%. Para su tercer fin de semana, logró vender por arriba de los 100.000 tickets con una baja del 32%.
Su recaudación en Argentina supera los 102 millones de pesos.
El acumulado fue de 784.643 espectadores, la segunda película argentina más vista del año, detrás de El Ángel.

### Home Video
SBP Worldwide la estrenó en DVD hacia diciembre del 2018. Contiene audio español 5.1 y 2.0 y subtítulos en español e inglés. Como material extra incluye los tráileres para el cine, TV spots y making of de la cinta. Fue el séptimo DVD mejor vendido en tiendas Yenny/El Ateneo en enero de 2019.

## Premios y nominaciones

### Participación en festivales de cine
| Festival                  | Fecha de evento                | Categoría       | Premio   |        |
| ------------------------- | ------------------------------ | --------------- | -------- | ------ |
| Festival de San Sebastián | 21 al 29 de septiembre de 2018 | Sección oficial | Nominada | [ 11 ] |